# Edo Zanki

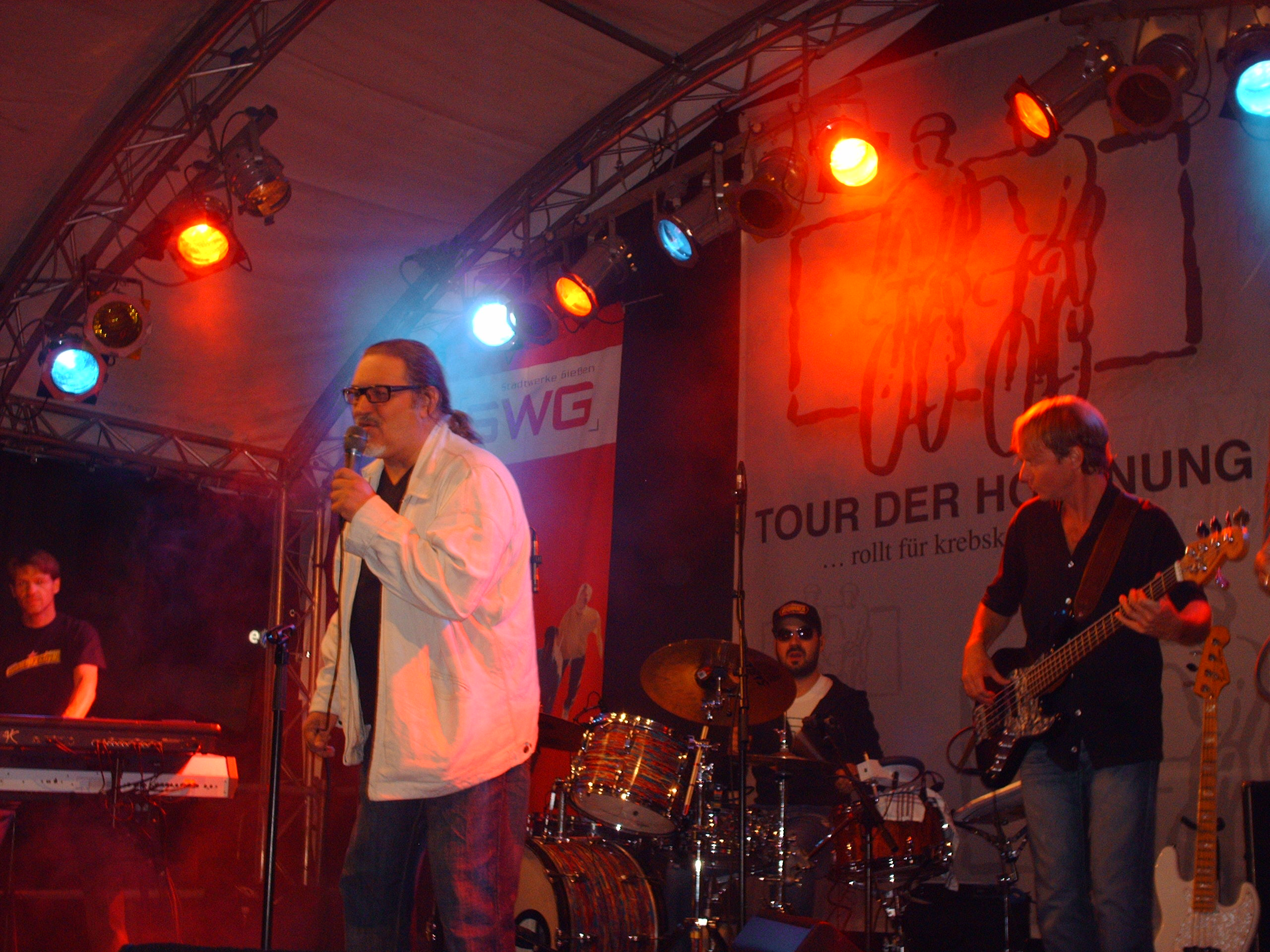
Edo Zanki mit Band auf dem Gießener Stadtfest 2008

Edward „Edo“ Zanki (* 19. Oktober 1952 in Zadar, Jugoslawien; † 1. September 2019 in Bruchsal) war ein deutscher Musiker, Sänger und Produzent.

## Leben und Karriere
Zanki wurde in Jugoslawien geboren. Seine Familie zog mit dem fünfjährigen Edward nach Westdeutschland in ein Zwölf-Quadratmeter-Zimmer in einer der Baracken des Auffanglagers Zirndorf und später nach Karlsdorf bei Bruchsal, wo sein Vater eine Arbeitsstelle fand. Mit seinen beiden älteren Brüdern machte er „wilde Hausmusik mit allem, was rumlag.“ Sein Bruder Vilko wurde Berufsmusiker und holte den 14-Jährigen als Keyboarder in seine Bands, die „Edo und die Markees“ sowie „Edo and Friends“ hießen. Gemeinsam mit Vilko schrieb Edo Zanki einige Jahre später erste Songs für Joy Fleming und Peter Horton.
Unter dem Künstlernamen Don Anderson versuchte er sich ab 1972 an einem neuen Sound. Mit dem Dave-Mason-Titel Feelin’ Alright überschrieb er seine erste Solo-LP, auf der neben Joy Fleming zahlreiche Mitglieder der späteren Ralf Nowy Group mitwirkten (u. a. Keith Forsey, Paul Vincent). Ein Jahr später erschien die LP The Eagle Flies.
Einem breiteren Publikum wurde Edo Zanki als Komponist des Liedes Fruits of the Night bekannt, gesungen von Tina Turner auf ihrem ersten Soloalbum Rough aus dem Jahre 1978. 1983 gelang ihm mit dem von Ulla Meinecke gesungenen Lied Die Tänzerin erneut ein Hit. Bei der Aufnahme des Titels spielte er den markanten E-Piano-Part auf einem Yamaha GS1 und ist außerdem auch als Background-Sänger im Zwischenspiel des Stückes zu hören. Zanki trat damit auch als Sänger in Erscheinung. In den 1990er Jahren wurde er durch die Zusammenarbeit mit Xavier Naidoo und den Söhnen Mannheims einem jüngeren Publikum bekannt, er arbeitete zudem viele Jahre mit Cae Gauntt und 4 Your Soul zusammen.
Zanki erhielt beim Global-Label einen Solistenvertrag. Als Edward Zanki interpretierte er Caroline und andere Nachproduktionen englischer und amerikanischer Originale.
Nach ausgezeichneten Reaktionen auf die Platte Jump Back und seine Konzerte präsentierte Fritz Rau (Lippmann & Rau) Zanki und Band neben Snowball, Lake, Nina Hagen, Udo Lindenberg, unter anderem bei zwei Open-Air-Konzerten (Pforzheim, Loreley) Anfang August 1979. Rau gab Zanki noch eine weitere Chance, sich zu profilieren und ließ ihn vor fast 70.000 Besuchern den musikalischen Reigen im Vorfeld des Auftritts von The Who auf dem Nürnberger Zeppelinfeld eröffnen.
Im Jahr 1982 produzierte Zanki mit Herbert Grönemeyer das Album Total egal, 1983 Gemischte Gefühle. 1986 war er Produzent des Albums Frauen kommen langsam – aber gewaltig von Ina Deter.
1999 nahm Zanki einige Live-Konzerte von Sabrina Setlur und Xavier Naidoo auf und mischte sie für diverse Fernsehsendungen. In Naidoos Liveband spielten auch zwei Mitglieder von Zankis Band und es entstand die Idee eines Live-Albums von Naidoo, das Zanki produzierte und das vergoldet wurde. Im selben Jahr begann die Zusammenarbeit mit den Söhnen Mannheims und erste Songs für Zankis neuestes Album entstanden.
2000 wurden das Album Zion und auch diverse Singles der Söhne Mannheims fertiggestellt und erfolgreich veröffentlicht. Parallel entstand Zankis elftes Soloalbum Die ganze Zeit, welches im Januar 2001 fertiggestellt und im März 2001 veröffentlicht wurde. Zuvor erschien die Single Gib mir Musik, eine Coverversion des Titels Viertel vor Neun … von der LP Jetzt komm ich. Unterstützt wurde er hier neben den „Söhnen“ Xavier Naidoo und Rolf Stahlhofen auch von Sasha und Till Brönner.
Im Frühjahr 2001 trat Edo Zanki bei einigen Konzerten der Zion-Tour zusammen mit den Söhnen Mannheims auf. Auch als die Söhne als Vorband von U2 in Köln und München spielten, war Zanki dabei. Im April ging Zanki auf Tour mit folgender Besetzung: Edo Zanki (Gesang), Bo Heart (Keyboard), Neil Palmer (Keyboard), Ali Neander (Gitarre), Susanne Vogel (Bass), Ralf Gustke (Schlagzeug) sowie den Special Guests Yvonne Betz (Gesang), Helena Paul (Gesang) und Butch Williams (Gesang). Bei einigen Konzerten wurden Zanki & Friends dabei auch von Xavier Naidoo und Rolf Stahlhofen unterstützt. Nach einigen Open-Air-Konzerten im Festival-Sommer wurde im Herbst die Gib-mir-Musik-Tour fortgesetzt, diesmal ohne Chor und Prominente.
Ein Highlight war 2004 der gemeinsame Auftritt mit der bosnischen Gesangslegende Dino Merlin vor 50.000 Zuschauern im Stadion „Kosevo“ in Sarajevo. Die beiden Sänger präsentierten ihren zusammen produzierten Song Verletzt.
Nachdem er mehrere Jahre in unterschiedlichste musikalische Projekte involviert war, u. a. als musikalischer Direktor bei Afrika, Afrika von André Heller, das ein europaweiter Erfolg wurde, brachte er 2008 sein neues Album Alles was zählt heraus. Der Titelsong sowie Wir zünden die Nacht an und Weit übers Meer stammen aus der Feder des Songwriters und Werbetexters Ralf Maier, der schon für frühere Produktionen Edo Zankis getextet und komponiert hat. So auch für Komplizen, 10 und Die ganze Zeit.
Außerdem steuerte Edo Zanki zu Thomas Ds Album Kennzeichen D den Song Wir brauchen Dich bei, bei dem er auch zu hören ist. 2008 produzierte Edo Zanki auch Lieder für Sashas Album Good News on a Bad Day, das im Februar 2009 erschien.
Von Januar bis Mai 2010 trat er mit Julia Neigel mit dem Projekt Rock’n Soul Tour in Doppelkonzerten live auf. Zum 20. Geburtstag des Tages der deutschen Einheit (3. Oktober 2010) spielte Edo Zanki gemeinsam mit Julia Neigel und Ulla Meinecke vor über 100.000 Zuschauern vor dem Brandenburger Tor in Berlin.
Von Herbst 2010 bis Frühjahr 2011 war Edo Zanki mit kleiner Band auf Tour. Sie trug den Titel Hautnah und fand in intimer Atmosphäre kleiner Clubs statt, wo Edo Zanki sowohl eigene Songs als auch seine Lieblingsstücke anderer Künstler spielte. Am 8. April 2011 ist sein Album Zu viele Engel erschienen. Darauf enthalten ist unter anderem ein Duett mit Julia Neigel, und zwar bei dem Rio-Reiser/R.P.S. Lanrue-Cover Lass uns ein Wunder sein.
Nach kurzer, schwerer Krankheit verstarb Edo Zanki am 1. September 2019 im Alter von 66 Jahren an Krebs.

## Privates
Edo Zanki lebte in dem Dorf Karlsdorf-Neuthard bei Karlsruhe, wo er ein „modernst eingerichtetes Tonstudio in der Größe einer mittleren Industrieanlage“ besaß. Nachdem er im Krankenhaus Bruchsal gestorben war, wurde er auf dem Friedhof in Karlsdorf beigesetzt. Er hinterließ eine Frau, einen Sohn und zwei Enkel.
Das von Zanki gegründete „Kangaroo-Studio“ leitet seit 2020 von Thomas Mark.

## Diskografie

### Alben
- 1972: Feelin’ Alright (als Don Anderson, mit Joy Fleming)
- 1973: The Eagle Flies (als Don Anderson and Friends)
- 1977: Jetzt komm’ ich (als Zanki, auch in englischer Sprache erschienen)
- 1979: Jump Back (als Zanki)
- 1980: Here Comes the Night
- 1983: Wache Nächte
- 1984: Gib mir Musik (Livealbum, Aufnahmen: Konzerthaus Karlsruhe und Alte Feuerwache, Mannheim, 1. und 2. November 1984)
- 1985: Ruhig Blut (als Zanki)
- 1990: Und wir kriegen uns doch
- 1992: Ich muss verrückt sein
- 1994: Komplizen
- 1995: 10
- 2001: Die ganze Zeit
- 2008: … alles was zählt
- 2009: Die Bewegungen sind lächerlich, aber das Gefühl ist maximal! (Livealbum)
- 2009: 82-92 (Kompilation)
- 2011: Zu viele Engel
- 2012: Hautnah

### Singles
- 1971: Donna Felicita (als Edward Zanki)
- 1972: Beautiful Sunday (als Don Anderson, deutsche Version, Original: Daniel Boone, 1972)
- 1972: Ich komm zurück nach Amarillo (Is This The Way to Amarillo) (deutsche Version, Original: Tony Christie, 1971)
- 1979: Mae’s Hotel (als Zanki)
- 1980: Here Comes the Night (als Zanki)
- 1983: (Gestern Nacht war ich in) Afrika
- 1984: Der Grund bist du
- 1985: Du hast ’ne Ladung Dynamit (mit Ina Deter)
- 1985: Süße Lügen
- 1986: Dein roter Mund
- 1987: Wenn man Freunde hat (mit Caterina Valente, Gianni Morandi und Joy Fleming)
- 1990: Uns bleibt die Nacht
- 1991: Wenn unsre Liebe noch lebt
- 1991: Lieber auf und ab – Remix ’91
- 1992: Lieben – Wer weiß schon wie das geht
- 1992: Ich muß verrückt sein
- 1992: Wie gut
- 1994: Wilde Orchideen (Ich will dich für immer)
- 1994: Funken fliegen
- 1994: Deine Augen
- 1995: Mach es mit mir
- 2001: Gib mir Musik (und Freunde)

## Auszeichnungen
- 1991: RSH-Gold in der Kategorie „Newcomer National“